# Yvonne van Gennip
Yvonne Maria Thérèse van Gennip (Haarlem, 1 mei 1964) is een Nederlands voormalig schaatsster en Olympisch kampioene.

## Biografie
Van Gennip is een van de succesvolste schaatssters die schaatsland Nederland heeft voortgebracht. Zij won bij de Olympische Winterspelen van 1988 in Calgary, Canada, drie gouden medailles: op de 1500, de 3000 en de 5000 meter. Deze overwinningen kwamen als een verrassing, want Van Gennip was even voor de Spelen nog geblesseerd geweest aan haar voet. Bovendien had ze te maken met de toen nog als onverslaanbaar aangemerkte Oost-Duitse schaatssters.
Pas jaren na deze spelen werd bekend dat Van Gennip de wedstrijden met een scheurtje in haar pols had geschaatst. Ze heeft dit destijds bewust verzwegen om niet de hele journalistenhorde over zich heen te krijgen.
Eveneens in 1988 behaalde Van Gennip een zilveren medaille bij het WK allround. Bij de Europese kampioenschappen allround werd zij ook drie keer tweede: in 1985, 1986 en 1987. Tijdens de Winterspelen van 1992 in het Franse Albertville wist ze haar titels niet te prolongeren. Op de 1500 meter kwam ze zelfs ten val.
Van Gennip nam zeven maal deel aan de WK Allroundtoernooien, waarbij ze in 1987 en 1989 als derde eindigde. Op vijf toernooien veroverde ze afstandmedailles, 1x goud (1988, 5000m), 2x zilver (1988, 3000m en 1500m) en 6x brons (waarvan drie in 1987 op de 3000, 1500 en 5000m).
Naast alle internationale successen was ze ook bij nationale kampioenschappen succesvol. Zo werd Van Gennip tweemaal Nederlands kampioen sprint (1984, 1985), tweemaal Nederlands kampioen allround (1987, 1988) en negenmaal nationaal afstandskampioene (1500m: 1987, 1988 en 1989; 3000m: 1987, 1988 en 1992; 5000m: 1987, 1988 en 1989).
Eind 2005 verscheen een biografie over Van Gennip met de titel Winterkoninkje. Dit boek is geschreven door haar voormalig jeugdcoach en journalist Huub Snoep.
In 2011 start Yvonne van Gennip onder de vleugel van het Yvonne van Gennip Talent Fonds, het crowdfundingplatform Talentboek voor sporttalenten.
In 2017 kreeg Van Gennip de Fanny Blankers-Koen Carrièreprijs.
Eind september 2020 werd bekendgemaakt dat zij voorzitter wordt van de vrouwenafdeling van voetbalclub Telstar.

## Persoonlijke records
| Afstand     | Tijd     | Datum            | Baan       |
| ----------- | -------- | ---------------- | ---------- |
| 500 meter   | 41,54    | 19 maart 1987    | Heerenveen |
| 1000 meter  | 1.21,21  | 12 februari 1989 | Calgary    |
| 1500 meter  | 2.00,68  | 27 februari 1988 | Calgary    |
| 3000 meter  | 4.11,94  | 23 februari 1988 | Calgary    |
| 5000 meter  | 7.14,13  | 28 februari 1988 | Calgary    |
| 10000 meter | 15.25,25 | 19 maart 1988    | Heerenveen |

## Resultaten
| Jaar | NK Afstanden                         | NK Allround | NK Sprint | EK Allround          | Olympische Spelen           | WK Allround        | WK Sprint             | WK Junioren             |
| ---- | ------------------------------------ | ----------- | --------- | -------------------- | --------------------------- | ------------------ | --------------------- | ----------------------- |
| 1981 |                                      |             |           |                      |                             |                    |                       | · 1000m · 1500m         |
| 1982 |                                      |             |           |                      |                             |                    | 4e · (10e,,8e,4e)     | · 1000m · 1500m · 3000m |
| 1983 |                                      |             | Zilver    |                      |                             |                    | 25e (27e,19e,30e,16e) |                         |
| 1984 |                                      | · (,)       | Goud      | 11e (12e,10e,6e,16e) | 6e 1000m 11e 1500m 5e 3000m | 12e (14e,9e,8e,8e) | 14e (17e,13e,20e,10e) |                         |
| 1985 |                                      |             | Goud      | · (14e,,5e,)         |                             | 4e · (10e,4e,5e,)  |                       |                         |
| 1986 |                                      |             | Zilver    | · (5e,,)             |                             | 4e · (9e,4e,,5e)   |                       |                         |
| 1987 | 500m · 1000m · 1500m · 3000m · 5000m | · (, )      |           | · (5e,,)             |                             | · (11e,,)          | 10e (22e,6e,18e,7e)   |                         |
| 1988 | 1500m · 3000m · 5000m                | · (, )      |           | · (7e,4e,,)          | 1500m · 3000m · 5000m       | · (5e,,)           |                       |                         |
| 1989 | 1500m · 3000m · 5000m                |             |           | 5e (11e,4e,5e,4e)    |                             | · (6e,6e,7e,)      |                       |                         |
| 1990 |                                      |             |           |                      |                             |                    |                       |                         |
| 1991 |                                      |             |           | · (7e,4e,6e,4e)      |                             | 5e (21e,6e,4e,4e)  |                       |                         |
| 1992 | 1500m · 3000m · 5000m                |             |           | 4e · (7e,,4e,4e)     | NF 1500m 6e 3000m NS 5000m  |                    |                       |                         |

### Medaillespiegel
| Kampioenschap          | Goud · | Zilver · | Brons · |
| ---------------------- | ------ | -------- | ------- |
| NK Afstanden           | 9      | 4        | 1       |
| NK Allround klassement | 2      | 1        | 0       |
| NK Allround afstanden  | 8      | 2        | 2       |
| NK Sprint              | 2      | 2        | 0       |
| EK Allround klassement | 0      | 3        | 2       |
| EK Allround afstanden  | 3      | 4        | 4       |
| WK Allround klassement | 0      | 1        | 2       |
| WK Allround afstanden  | 1      | 2        | 6       |
| WK Sprint afstanden    | 0      | 0        | 1       |
| Olympische Spelen      | 3      | 0        | 0       |
| WK Junioren            | 0      | 1        | 1       |

## Wereldrecords
| Nr. | Afstand    | Tijd    | Datum            | Baan       |
| --- | ---------- | ------- | ---------------- | ---------- |
| 1   | 3000 meter | 4.16,85 | 19 maart 1987    | Heerenveen |
| 2   | 5000 meter | 7.20,36 | 20 maart 1987    | Heerenveen |
| 3   | 3000 meter | 4.11,94 | 23 februari 1988 | Calgary    |
| 4   | 5000 meter | 7.14,13 | 28 februari 1988 | Calgary    |

## Marathonschaatsen[3]
- 15e Jaap Eden Trofee 1985
- 16e Jaap Eden Trofee 1986